# IFK Kalmar
O IFK Kalmar é um clube de futebol feminino da Suécia, sediado na cidade de Kalmar, na província histórica de Småland, no sul do país.

Disputa os seus jogos em casa no estádio  Gröndals IP, com capacidade para 2 097 pessoas.

Atualmente (2023) disputa o Campeonato Sueco de Futebol Feminino (Damallsvenskan), a primeira divisão de futebol feminino da Suécia.                                

## Palmarés
- Segunda Liga Feminina Sueca -  2017,  2021